# Honeychurch
Honeychurch – wieś w Anglii, w Devon. W 1891 roku civil parish liczyła 35 mieszkańców. Honeychurch jest wspomniane w Domesday Book (1086) jako Honecherde/Honechercha.